# Миллер, Тим (режиссёр)
Тимоти «Тим» Миллер (англ. Timothy «Tim» Miller) — американский кинорежиссёр,  сценарист, продюсер, мультипликатор и создатель визуальных эффектов. Он был номинирован на премию «Оскар» за лучший анимационный короткометражный фильм, а также за работу над короткометражным мультфильмом «Суслик обломался». Его режиссёрский дебют — фильм «Дэдпул». Миллер — автор начальных заставок фильмов «Девушка с татуировкой дракона» и «Тор 2: Царство тьмы».

## Карьера
В марте 1995 года Миллер основал Blur Studio, компанию визуальных эффектов, анимации и дизайна, с Дэвидом Стиннеттом и Кэт Чэпмен. Миллер был номинирован на премию «Оскар» за лучший анимационный короткометражный фильм в 2005 году за короткометражный фильм «Суслик обломался», который он разделил с Джеффом Фоулером.
В марте 2008 года Миллера назначили продюсером и режиссёром одной из восьми анимационных историй, основанных на журнале Heavy Metal. Также, в качестве продюсеров и режиссёров каждой истории, были прикреплены Дэвид Финчер и Кевин Истмен.
8 апреля 2011 года 20th Century Fox наняла Миллера, чтобы снять фильм «Дэдпул», основанный на персонаже Дэдпуле комиксов Marvel Comics. Это был его режиссёрский дебют, сценарий к которому написали Ретт Риз и Пол Верник, в то время как Райан Рейнольдс исполнил главную роль. Съёмки начались в конце марта 2015 года в Ванкувере и фильм вышел в прокат 11 февраля 2016 года (в России).
Миллер и Джефф Фоулер также назначены режиссёрами и продюсерами анимационного фильма их студии Blur Studio «Болван».
Дэвид Финчер нанял Миллера сделать вступительную заставку к фильму 2011 года «Девушка с татуировкой дракона». Позже то же самое сделала Marvel Studios для фильма 2013 года «Тор 2: Царство тьмы» режиссёра Алана Тейлора. Трёхминутный пролог берёт действие в Свартальфхейме, 5000 лет назад, когда Малекит сражался с отцом Одина, королём Бёром, и он был сделан за 12 недель, от концепции до выдачи. Последняя заставка включала 75 различных кадров, большинство из которых были полностью CG.

## Фильмография

### Полнометрaжные фильмы

#### Режиссёр и продюсер
| Год  | Название                  | Режиссёр | Исполнительный продюсер | Примечания                |
| ---- | ------------------------- | -------- | ----------------------- | ------------------------- |
| 2016 | Дэдпул                    | Да       |                         |                           |
| 2019 | Терминатор: Тёмные судьбы | Да       | Да                      |                           |
| 2020 | Соник в кино              |          | Да                      |                           |
| 2022 | Соник 2 в кино            |          | Да                      |                           |
| 2024 | Бордерлендс               |          | Да                      | Также режиссёр пересъёмок |
| 2024 | Соник 3 в кино            |          | Да                      |                           |
| 2027 | Соник 4 в кино            |          | Да                      |                           |

#### В другом кaчестве
| Год  | Название                             | Роль                                          |
| ---- | ------------------------------------ | --------------------------------------------- |
| 1995 | В укрытии                            | Мастер по визуальным эффектам                 |
| 1996 | Восставший из ада 4: Кровное родство | Аниматор космических сцен                     |
| 2001 | Хранитель душ                        | Креативный руководитель (эпизоды Blur Studio) |
| 2004 | Микки: И снова под Рождество         | Креативный директор                           |
| 2010 | Скотт Пилигрим против всех           | Креативный руководитель (эпизоды Ninja Ninja) |
| 2011 | Девушка с татуировкой дракона        | Креативный директор (вступительная заставка)  |
| 2013 | Тор 2: Царство тьмы                  | Второй режиссёр (вступительная сцена)         |
| 2024 | Дэдпул и Росомаха                    | Супервайзер визуальных эффектов (Blur Studio) |

### Короткометражные фильмы
| Год  | Название               | Режиссёр | Сценарист | Исполнительный продюсер | Примечания                  |
| ---- | ---------------------- | -------- | --------- | ----------------------- | --------------------------- |
| 2002 | Тётушка Луиза          | Да       | Сюжет     |                         | Совместно с Полом Тейлором  |
| 2003 | Каменная рыба          | Да       | Да        |                         | Также руководитель анимации |
| 2004 | Суслик обломался       |          | Сюжет     | Да                      |                             |
| 2004 | Неогранённый алмаз     |          | Сюжет     | Да                      |                             |
| 2006 | Дуэль по-джентльменски |          | Да        | Да                      |                             |

### Сериалы
| Год(ы)      | Название               | Режиссёр | Сценaрист | Исполнительный продюсер | Создaтель | Примечания |
| ----------- | ---------------------- | -------- | --------- | ----------------------- | --------- | --- |
| 2019 – н.в. | Любовь. Смерть. Роботы | Да       | Да        | Да                      | Да        | Создатель и исполнительный продюсер: 45 эпизодов Режиссёр: «Ледниковый период» и «Голгофа» Режиссёр и сценарист: «Утонувший великан», «Рой» и «Крик тираннозавра» Сценарист: «400 парней» Соавтор сюжета: «Ночь мини-мертвецов» |
| 2024 — н.в. | Секретный уровень      |          | Да        | Да                      | Да        | Создатель и исполнительный продюсер: 15 эпизодов Сценарист: «Исход: Одиссея» |

## Видеоигры
| Год  | Название                    | Роль                          |
| ---- | --------------------------- | ----------------------------- |
| 2005 | Shadow the Hedgehog         | Продюсер визуальных эффектов  |
| 2007 | Hellgate: London            | Мастер по визуальным эффектам |
| 2010 | Mass Effect 2               | Продюсер визуальных эффектов  |
| 2011 | Star Wars: The Old Republic | Продюсер визуальных эффектов  |